# Сен-Жюва
Сен-Жюва́ (фр. Saint-Juvat, брет. Sant-Yuvad, галло Saent-Juvat) — коммуна во Франции, находится в регионе Бретань. Департамент — Кот-д’Армор. Входит в состав кантона Ланвалле. Округ коммуны — Динан.
Код INSEE коммуны — 22308.

## География
Коммуна расположена приблизительно в 330 км к западу от Парижа, в 38 км северо-западнее Ренна, в 60 км к востоку от Сен-Бриё.
На юго-востоке коммуны протекает река Ранс.

## Население
Население коммуны на 2016 год составляло 647 человек.
| 1962 | 1968 | 1975 | 1982 | 1990 | 1999 | 2010 | 2016 |
| ---- | ---- | ---- | ---- | ---- | ---- | ---- | ---- |
| 774  | 704  | 652  | 664  | 678  | 648  | 642  | 657  |

## Администрация
| Период | Период | Фамилия         | Партия          | Примечания                         |
| ------ | ------ | --------------- | --------------- | ---------------------------------- |
| 1945   | 1954   | Жюль Бернар     |                 |                                    |
| 1954   | 1965   | Луи Лефорестье  |                 |                                    |
| 1965   | 1971   | Жозеф Эрель     |                 |                                    |
| 1971   | 1977   | Эжен Лефорестье |                 |                                    |
| 1977   | 2001   | Анри Рамар      |                 |                                    |
| 2001   | 2008   | Жан-Луи Роллан  |                 |                                    |
| 2008   |        | Доминик Рамар   | Экологи Бретани | инженер, член регионального совета |

## Экономика
В 2007 году среди 418 человек в трудоспособном возрасте (15—64 лет) 302 были экономически активными, 116 — неактивными (показатель активности — 72,2 %, в 1999 году было 71,8 %). Из 302 активных работали 274 человека (145 мужчин и 129 женщин), безработных было 28 (15 мужчин и 13 женщин). Среди 116 неактивных 24 человека были учениками или студентами, 66 — пенсионерами, 26 были неактивными по другим причинам.

## Достопримечательности
- Церковь Сен-Жюва (XIV век)
- Монументальный крест правосудия (XIV век). Исторический памятник с 1926 года[3]
- Крест на кладбище (XVII век). Исторический памятник с 1926 года[4]

## Фотогалерея

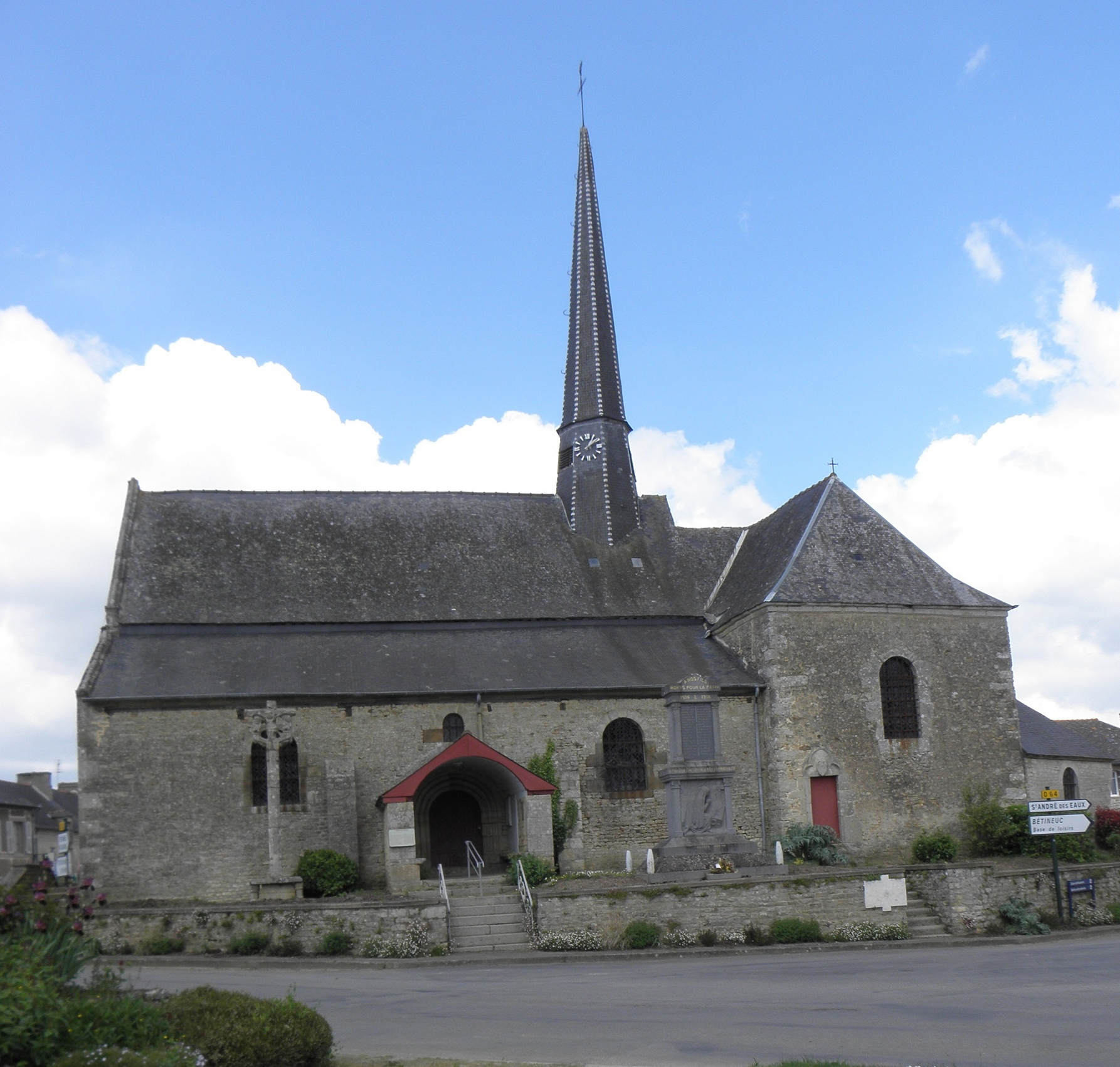
Церковь Сен-Жюва
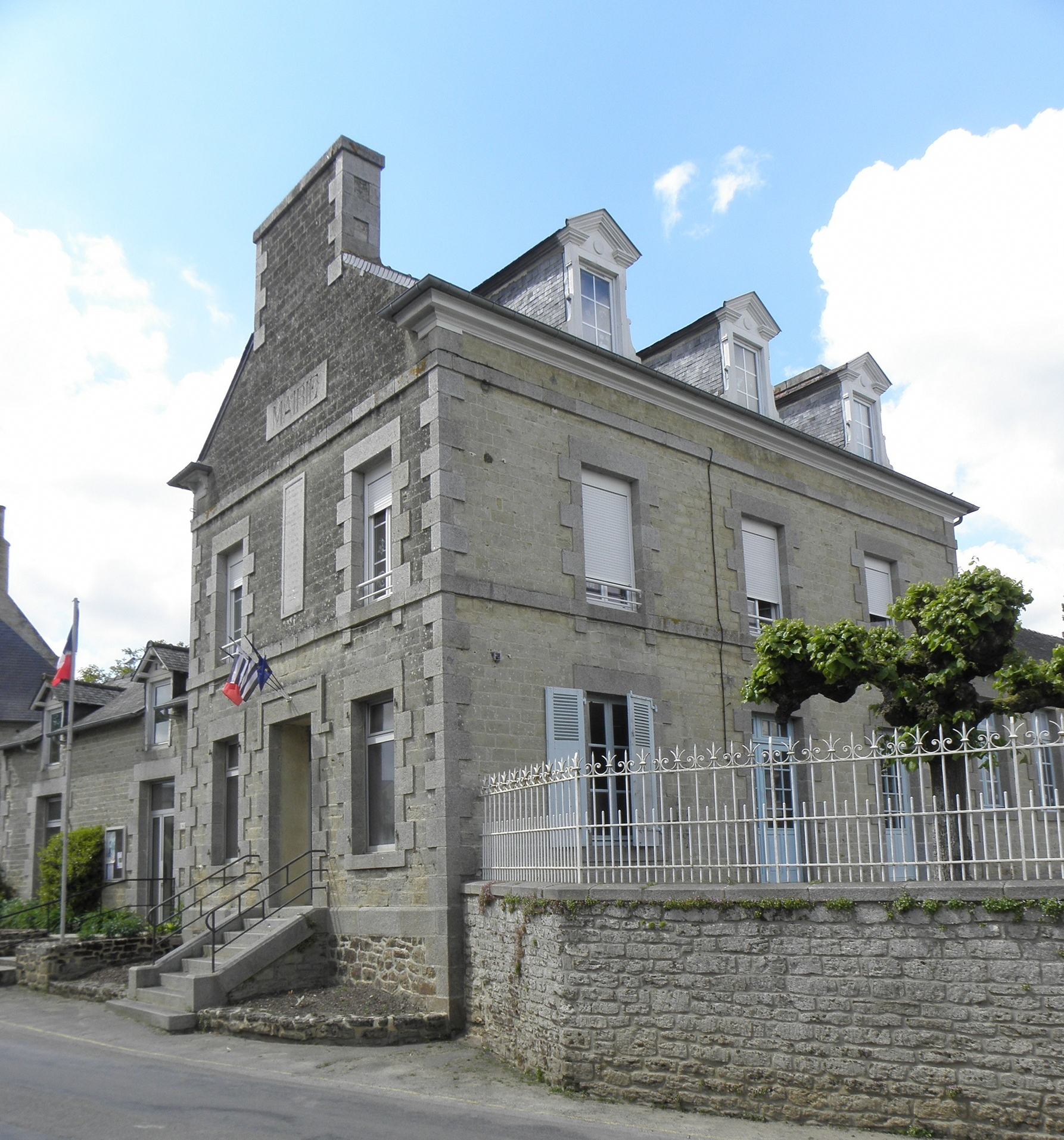
Мэрия-школа
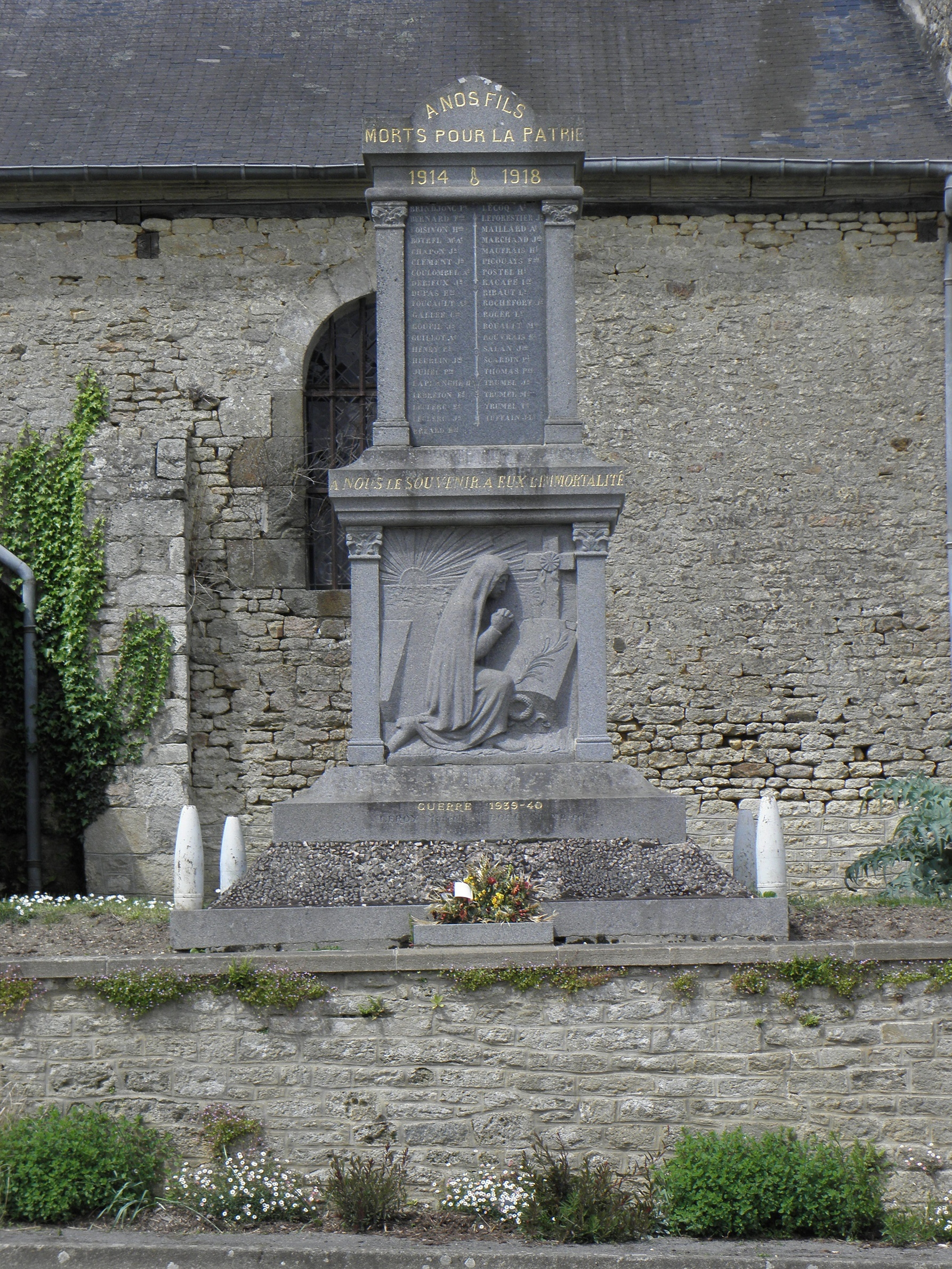
Военный мемориал
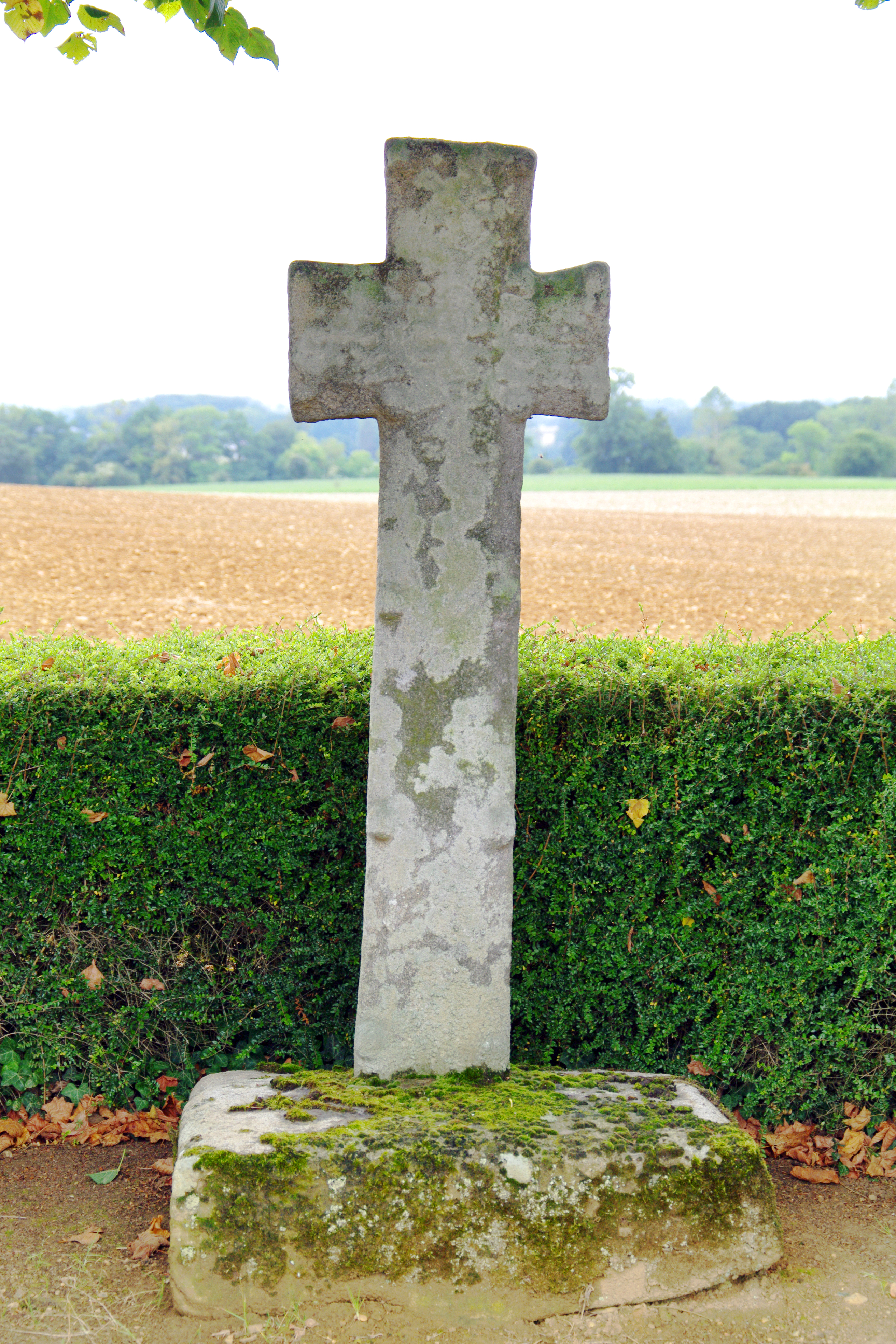
Монументальный крест правосудия
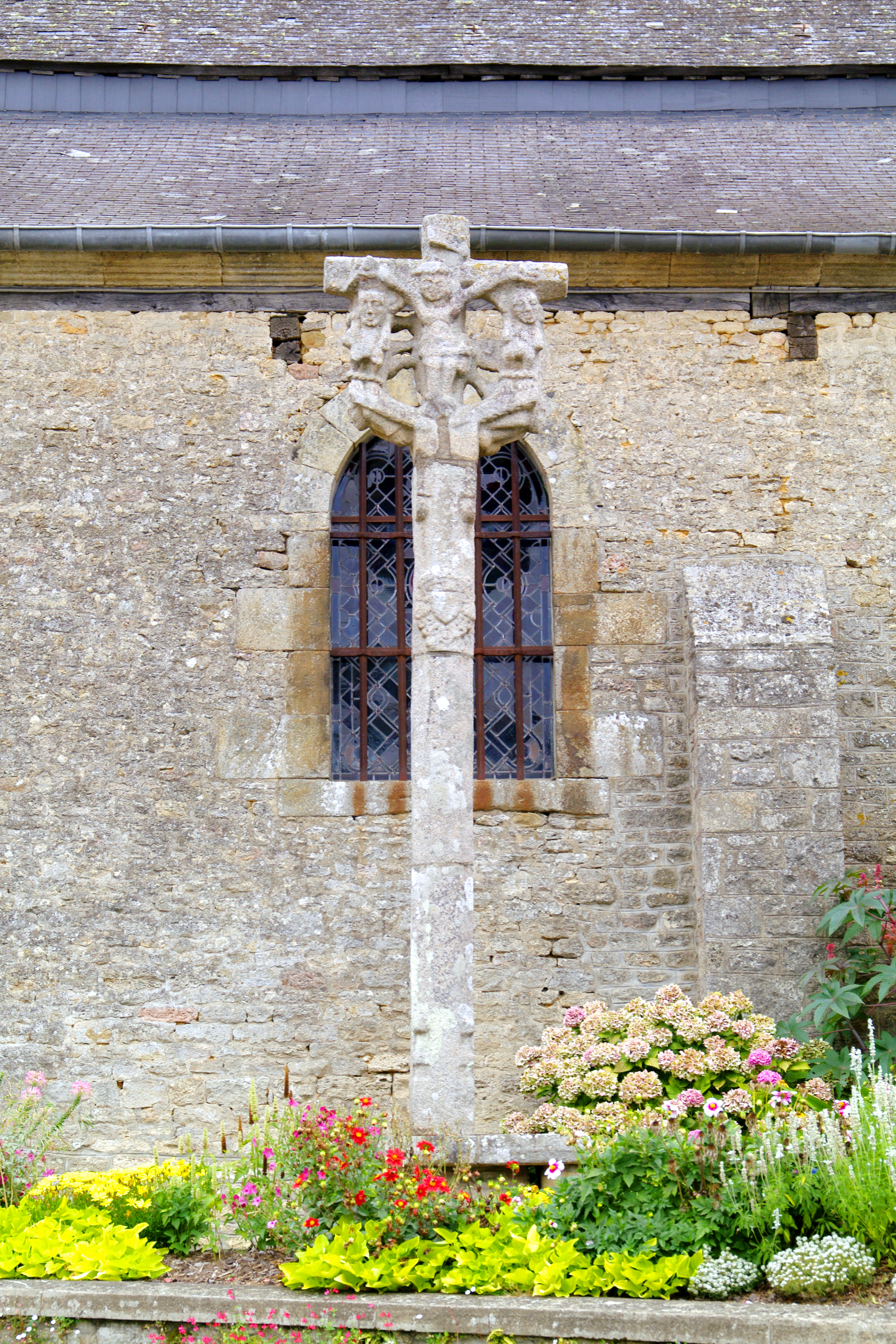
Крест на кладбище
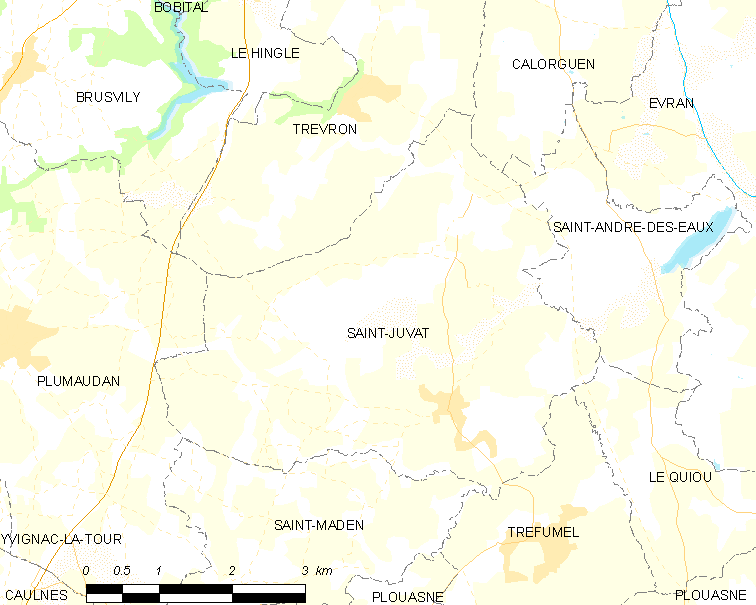
Карта коммуны